# Кукули
Кукули (на гръцки: Κουκούλι) е село в Северозападна Гърция, дем Загори, област Епир. Според преброяването от 2001 година населението му е 110 души.

## Исотиря
Селището е основано в XIII или XIV век.
До Втората световна война много от жителите на селото емигрират в Мала Азия и САЩ. Вътрешната миграция на жителите е насочена главно към Егейска Македония.

## Личности
Починали в Кукули
- Йоргос Лепидатос (? – 1906), гръцки андарт